# مسجد ومدرسة آلتي برمق
مسجد ومدرسة آلتي برمق أو المدرسة الدوادارية تقع بشارع الغندور المتفرع من سوق السلاح وبنيت في عام (1123هـ/ 1719) على يد الأمير ركن الدين بيبرس الدوادار ولذلك عرفت بالمدرسة الدوادارية. دفن تحت محرابها محمد بن محمد الأسكوبي المعروف بآلتي برمق (ذو الست أصابع) في سنة 1033هـ. وبأعلى المحراب كتابة باللغة التركية تفيد أن آلتي برمق مدفون تحت محراب المسجد, وهو الشيخ محمد بن محمد من أهالى مدينة أسكوب البوسنية, وشغل وظيفة خطيب وإمام مسجد الملكة صفية.

## وصفه
الجامع مستطيل الشكل، واجهته الرئيسية توجد في الضلع الشمالي له، حيث توجد في نهايتها الغربية المدخل الرئيسى للجامع، وهو من المساجد المعلقة يصعد إليه بمجموعة من الدرجات يبلغ عددها ستة.

## روابط خارجية
- آثار القاهرة الإسلامية - مسجد ألتى برمق